# Михалевский, Владимир Иванович
Владимир Иванович Михалевский (род. 29 ноября 1959, Баку) — советский футболист, выступавший на позиции защитника, спортивный руководитель. В советской высшей лиге сыграл 185 матчей и забил 4 гола. Серебряный призёр молодёжного чемпионата мира (1979).

## Карьера

### Клубная карьера
На взрослом уровне дебютировал 10 апреля 1977 года в составе бакинского «Нефтчи» в матче Кубка СССР против минского «Динамо».
Первый матч в высшей лиге сыграл 22 октября 1978 года против московского «Спартака», выйдя на замену на 69-й минуте вместо Тофика Аббасова. С сезона 1979 стал игроком основного состава бакинцев. 2 мая 1980 года забил свой первый гол на высшем уровне в ворота «Пахтакора». К осени 1985 года потерял место в основном составе и по окончании сезона покинул команду. Всего за «Нефтчи» сыграл 185 матчей (4 гола) в чемпионатах СССР и не менее 15 матчей в Кубке СССР.
В 1986 году выступал во второй лиге за бакинский «Гянджлик», после чего прекратил выступления на уровне команд мастеров. После окончания карьеры некоторое время занимался бизнесом, сначала в Баку, а затем — в Москве.

### Карьера в сборной
В 1979 году стал серебряным призёром молодёжного чемпионата мира, в финальном турнире принял участие в пяти матчах и забил один гол — на групповой стадии в ворота Гвинеи. В том же году получил звание «Мастер спорта СССР».

### Дальнейшая работа в спорте
В 2000-е годы работал первым заместителем председателя московской городской организации ВФСО «Динамо». В 2008 году был главным менеджером сборной России по хоккею с мячом. Был вице-президентом Международной федерации бенди (FIB) и входил в исполнительный комитет Федерации хоккея с мячом России. В 2011 году был вице-президентом владикавказской «Алании».

## Награды
Награждён медалью ордена «За заслуги перед Отечеством» II степени (2007).
Присвоено звание «Заслуженный тренер России».
В период работы в «Динамо» был удостоен знака «Почётный динамовец» и почётной золотой медали «За выдающиеся спортивные достижения и особый вклад в динамовское движение».

## Семья
Женат, двое детей.